# Берта Савойська
Берта Савойська або Берта Туринська (нім. Bertha von Savoyen або Bertha von Turin; 21 вересня 1051 — 27 грудня 1087, Майнц) — дружина Генріха IV, римсько-німецька королева та імператриця. Дочка графа Отто Савойського (Савойський дім) та Адельгейди Туринської (рід Ардуїнів). Її могила знаходиться у Шпаєрському соборі.

## Дитинство
Генріх III забрав Берту після свого італійського походу і заручив зі своїм сином Генріхом IV. Це повинно було допомогти утвердити Північну Італію для салійської імперської родини. Заручини відбулися, коли Берті було чотири роки, 25 грудня 1055 року в Цюриху. Берту виховували в салійському дворі. Вона мала тісні стосунки з Генріхом IV протягом усього свого дитинства і її часто показували з ним на публіку.

## Шлюб з Генріхом IV

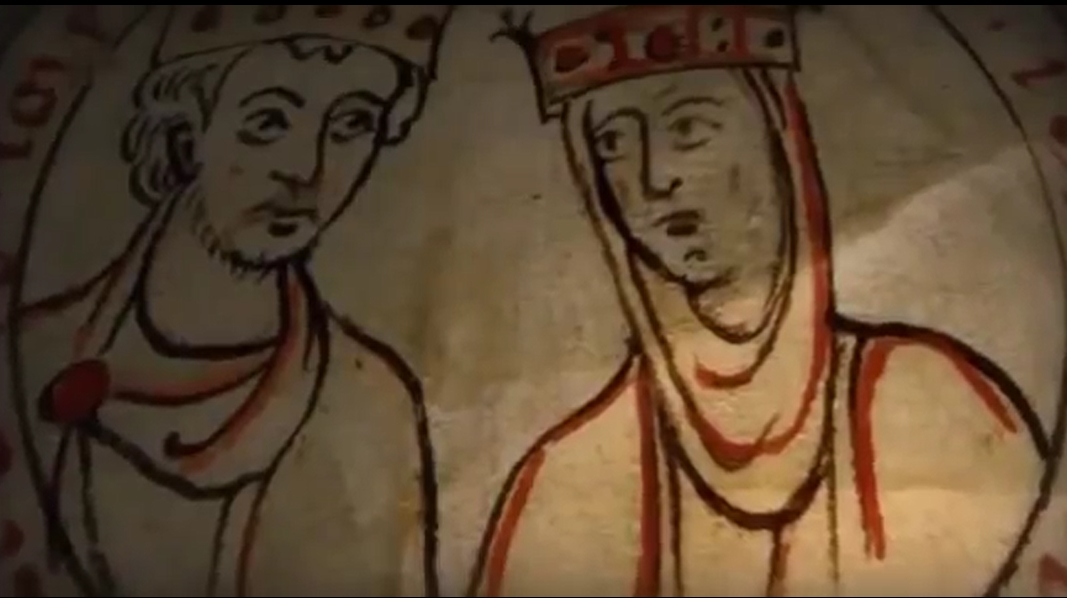
Генріх IV і Берта Савойська

Берта була висвячена і коронована на королеву у Вюрцбурзі наприкінці червня 1066 року. Весільні урочистості відбулися приблизно 13 липня 1066 року в Требурі після весілля у Вюрцбурзі. Відповідно до історочних джерел, Берта була закохана і віддана своєму чоловікові з самого початку, Генріх нібито, навпаки, неприхильно сприймав дружину. Хоча, як кажуть, вона була красивою молодою жінкою, саксонський літописець Бруно — противник Генріха IV — повідомляє про його постійну невірність дружині. У 1069 році Генріх ініціював розлучення.
Німецька конференція єпископів не наважився задовольнити таке прохання про розлучення і звернулася до папи Олександра II. Він відправив легата Петро Даміані на Франкфуртський синод і відмовився розлучати пару. Наступного року народилася перша дочка пари (Адельгейд).

## Політична діяльність

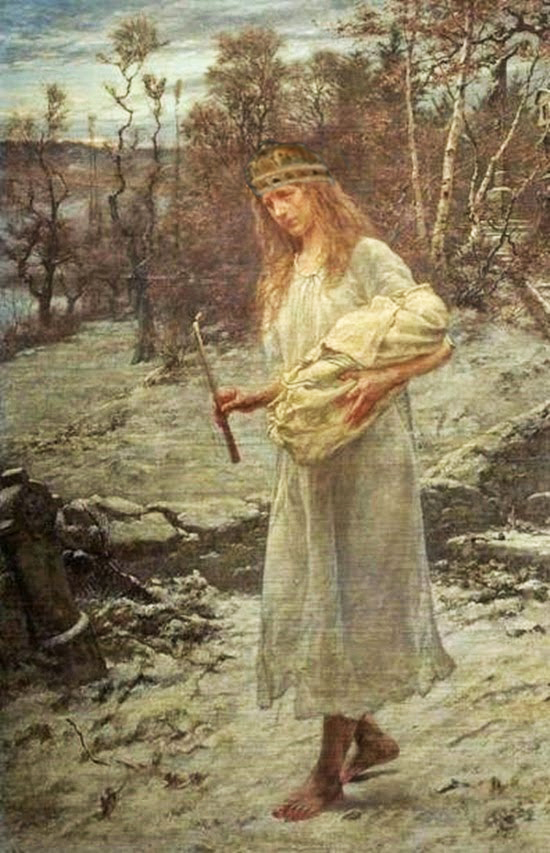
Берта Туринська

За часів правління Берти Генріх IV мав 67 виданих посвідчень про втручання чи заступництво його дружини. Однак це лише чверть загальних документів короля, саме тому Берта мала більш пасивну участь у політиці порівняно з іншими оттонськими та салійськими королевами. Цим часто користувалися придворні короля. Це свідчить про те, що Берта підтримувала міністеріальську політику чоловіка.
З документів майже немає згадок про будь-яку благодійну діяльність для духовних установ на батьківщині Берти в Північній Італії. Виняток становили привілеї для монастирів, як наприклад, для монастиря св. Блазієна. Навіть якщо політична діяльність Берти була досить стриманою, вона підтримувала свого чоловіка Генріха IV у різних ситуаціях.
Берта супроводжувала свого чоловіка в небезпечній мандрівці до Каносси, маючи на руках свого трирічного сина Конрада. З 25 по 28 січня 1077 року вона разом з чоловіком протрималася на лютому холоді поза стінами замку, чекаючи скасування папської анатеми. Вона також підтримувала Генріха IV під час інших важливих подій у його житті. Вона також супроводжувала його на Бресанонському синоді й, можливо, навіть в італійському поході. Зрештою, їхня спільна подорож привела їх до Риму, де 31 березня 1084 року Берта була висвячена на імператрицю Климентом III.

## Смерть
Після ранньої смерті Берти 27 грудня 1087 року її тіло спочатку зберігали у невідомому місці. Невдовзі, менше ніж за рік, Генріх IV одружився з новою дружиною Євпраксією Всеволодівною. Це, мабуть, і є причиною того, що Генріх IV вшанував пам'ять Берти тільки чотири роки після її смерті (1091 рік). Він зробив пожертву Шпаєрському собору, таким чином Берту було поховано в родинній могилі з двома її маленькими дітьми, які також померли. Навіть після цього Генріх IV мало піклувався про пам'ять померлої дружини.

## Родина

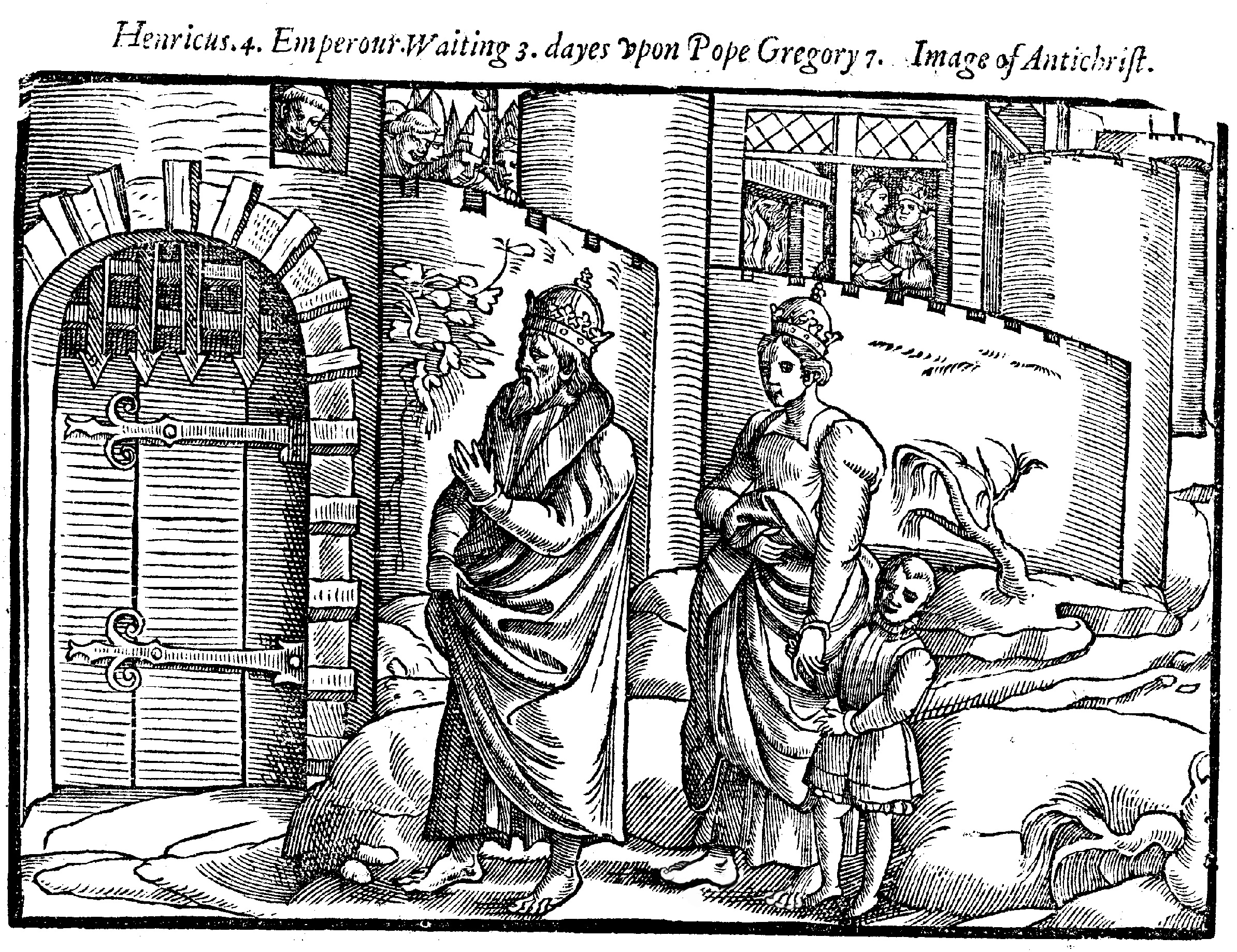
Генріх IV і Берта в Каноссі, Джон Фокс (1563)

Чоловік — Генріх IV, імператор Священної Римської імперії
Діти:
- Адельгейд (1070—1079)
- Генріх (1071—1071)
- Агнеса фон Вайблінген (1072/73—1143)
- Конрад (III) (1074—1101)
- Генріх V (1086—1125)